# Bawak
Bawak is een bestuurslaag in het regentschap Klaten van de provincie Midden-Java, Indonesië. Bawak telt 3812 inwoners (volkstelling 2010).